# Drieperiodensysteem
Het drieperiodesysteem werd tussen 1820 en 1830 bedacht door Christian Jürgensen Thomsen en in 1836 (anoniem) gepubliceerd. Het was een eerste poging prehistorische vondsten systematisch te classificeren door ze in te delen in drie hoofdperioden: de ijzertijd, bronstijd en steentijd, op basis van de veronderstelling dat mensen geen stenen werktuigen zouden gebruiken als ze de beschikking hadden over werktuigen van brons, en dat ze geen bronzen gereedschap zouden gebruiken als ze ijzeren werktuigen hadden. Deze veronderstelling impliceerde dat de progressie chronologisch verklaard kon worden. Maar ook Johann Friedrich Danneil publiceerde dat jaar een Allgemeinbericht waarin hij eveneens een driedeling van de prehistorie voorstelde. Dit leidde tot hevige debatten tussen Duitse en Deense geleerden, die echter hoofdzakelijk door politieke motieven gedreven werden. Een en ander culmineerde niet geheel toevallig tijdens de Duits-Deense Oorlog van 1864.

## Kritiek
De kritiek op dit systeem barstte al snel los toen de Duitse archeoloog Ludwig Lindenschmit erop wees dat de bronstijd in Noord-Duitsland later begon dan in Zuid-Duitsland. Ook werd later de gedachte dat de overgang tussen de perioden niet abrupt maar gradueel verlopen was algemeen aanvaard en het systeem werd uitgebreid met de kopertijd. Al in de 19e eeuw bleek het systeem zo grofmazig dat de Deen Jens Jacob Asmussen Worsaae in 1859 een aantal verfijningen publiceerde, waarbij elke periode (en met name de steentijd) verder is onderverdeeld. Tegenwoordig hanteert men een onderverdeling in enkele tientallen perioden.
Het systeem is ontwikkeld voor de Europese prehistorie, maar is ook in Azië en het Midden-Oosten goed bruikbaar. In Afrika faalt het echter, omdat daar van een bronstijd geen sprake is. Ook in Amerika is er eenzelfde situatie, dus dit model is beslist niet universeel toepasbaar.